# Rosa grubovii
Rosa grubovii är en rosväxtart som beskrevs av Buzunova. Rosa grubovii ingår i släktet rosor, och familjen rosväxter. Inga underarter finns listade i Catalogue of Life.